# Christina Pultz
Christina Pultz (ur. 26 czerwca 1988 r. w Odder) – duńska wioślarka.

## Osiągnięcia
- Mistrzostwa Świata U-23 – Račice 2009 – dwójka podwójna wagi lekkiej – 10. miejsce[1].
- Mistrzostwa Świata U-23 – Brześć 2010 – dwójka podwójna wagi lekkiej – 10. miejsce[1].
- Mistrzostwa Europy – Montemor-o-Velho 2010 – czwórka podwójna wagi lekkiej – 2. miejsce[1].